# عبعب مفلطح الأوراق
العبعب مفلطح الأوراق (باللاتينية: Withania obtusifolia) نوع نباتي ينتمي إلى جنس العبعب من الفصيلة الباذنجانية.

## الموئل والانتشار
موطن هذا النوع بلاد الشام ومصر.